# Top Gear Magazine
Top Gear Magazine is een autoblad uitgegeven door de BBC en is gebaseerd op het televisieprogramma Top Gear. De eerste editie (Engels) verscheen in september 2003. Top Gear Magazine verschijnt één keer per maand.

## Uitgaven
Naast de oorspronkelijke uitgave in het Verenigd Koninkrijk zijn er lokale uitgaven in Australië, België, Bulgarije, China, Filipijnen, Griekenland, India, Indonesië, Italië, Maleisië en Singapore, Midden-Oosten, Nederland, Nieuw-Zeeland, Polen, Roemenië, Rusland, Thailand, Tsjechië, Zuid-Korea en Zweden.

## Vaste onderdelen
Items die elke maand terugkomen zijn onder andere:
- post (brieven van lezers)
- nieuws
- column van Chris Harris
- cool stuff
- drives

## Nederlandse uitgave
In juni 2005 kwam de eerste editie van de Nederlandse Top Gear Magazine uit. In de Nederlandse uitgave is regelmatig een column van Robert Doornbos te vinden. Naast een maandelijkse uitgave van het tijdschrift, verschijnt er dagelijks nieuws op de Nederlandse website van TopGear.

### Oplage
| Jaar | Betaalde gerichte oplage | Totaal verspreide oplage |       |
| ---- | ------------------------ | ------------------------ | ----- |
| 2006 | 25.380                   | 32.478                   | [ 2 ] |
| 2007 | 32.911                   | 37.336                   | [ 3 ] |
| 2011 | 49.805                   | 50.755                   | [ 4 ] |
| 2012 | 47.723                   | 48.737                   | [ 5 ] |
| 2022 | 25.604                   | 26.382                   |       |